# Izabela Leszczyna
Izabela Leszczyna, née le 3 septembre 1962 à Częstochowa, est une enseignante et femme politique polonaise.
Elle est ministre de la Santé au sein du 3e gouvernement de Donald Tusk, constitué en décembre 2023.

## Biographie
Izabela Leszczyna a fait ses études à l'université Jagellonne de Cracovie puis à l'École des hautes études commerciales de Varsovie.

### Femme politique
Elle a été élue au conseil municipal de Częstochowa à partir de 2003.

Élue à la Diète de la république de Pologne des 6e, 7e, 8e, 9e et 10e legislatures. De 2013 à 2015 secrétaire d'État au ministère des Finances et ministre de la santé du gouvernement Tusk II.